# عسل‌خوار باندا
عسل‌خوار باندا (نام علمی: Myzomela boiei) نام یک گونه از سرده عسل‌خوارهای کوتوله است.